# معركة مارستي
معركة مارستي إحدى المعارك الكبرى في الحرب العالمية الأولى، ووقعت بين 22 يوليو و1 أغسطس 1917 على الجبهة الشرقية في رومانيا، ضمن الحملة الرومانية عام 1917. مثّلت هذه المعركة أول هجوم كبير يشنه الجيش الروماني بعد إعادة تنظيمه بمساعدة فرنسية، وشهدت نجاحًا واضحًا ضد الإمبراطورية الألمانية، مما جعلها من أبرز الانتصارات الرومانية في الحرب.

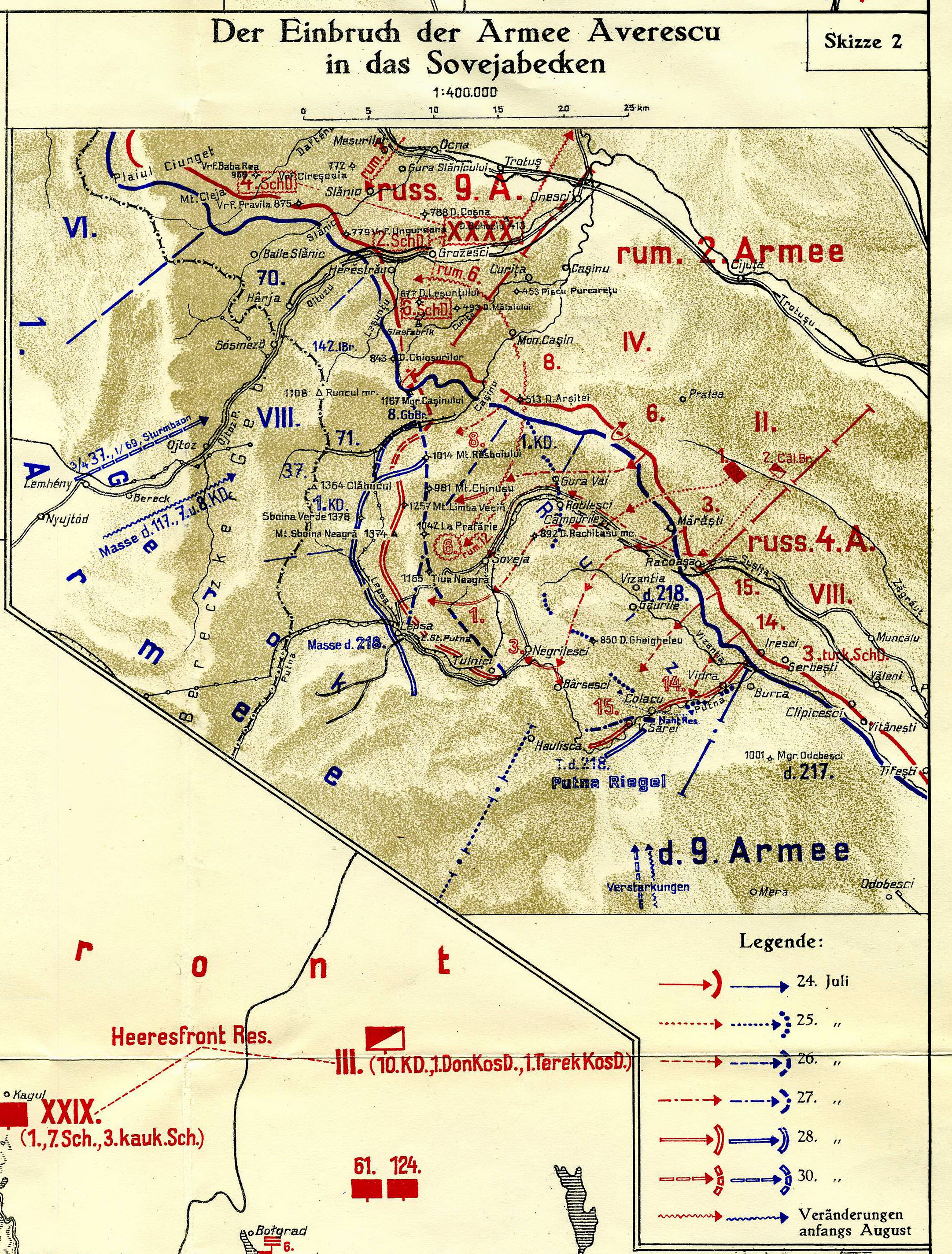
ساحة المعركة مع التفاصيل

## الخلفية
بعد الانهيار الروماني في 1916، تم إعادة هيكلة الجيش الروماني بشكل كبير بمساعدة بعثة عسكرية فرنسية بقيادة الجنرال هنري بيرثيلو، حيث زُودت القوات الرومانية بأسلحة فرنسية وتم تدريبها وفق النظم الغربية الحديثة.
كان الهدف الرئيسي للهجوم هو تطويق وتدمير الجيش الألماني التاسع بقيادة الجنرال يوهانيس فون إيبن، في منطقة مارستي غرب مولدوفا، في تنسيق مشترك بين الجيشين الروماني والروسي.

## مجريات المعركة
بدأت المعركة بهجوم تمهيدي مدفعي عنيف في 22 يوليو 1917، تلته سلسلة من التقدمات المنظمة للقوات الرومانية عبر التضاريس الجبلية الصعبة. كان التقدم بطيئًا في بعض المناطق، لكنه كان حاسمًا في مناطق أخرى، خاصة عند محور قرية مارستي حيث اخترقت القوات الرومانية الخطوط الألمانية لمسافة تصل إلى 20 كيلومترًا في بعض المحاور.
شارك في المعركة أكثر من 140,000 جندي روماني، مدعومين بوحدات روسية. استطاع الجيش الروماني تحرير عدة قرى استراتيجية وفرض انسحابًا عامًا للقوات الألمانية، مما أجبر القيادة الألمانية على سحب عدد كبير من القوات لتعزيز الجبهة.

## القوات والمعدات
بلغ عدد القوات الرومانية المشاركة في الهجوم نحو 140,000 جندي، مدعومين بأكثر من 200 مدفع ميداني وثقيل، في حين بلغ عدد القوات الألمانية والنمساوية نحو 100,000 جندي في مواقع دفاعية محصنة.

## الخسائر
كانت خسائر القوات الرومانية والروسية مجتمعة حوالي 9,000 قتيل وجريح، في حين بلغت خسائر القوات الألمانية والنمساوية نحو 10,000 قتيل وجريح، بالإضافة إلى آلاف الأسرى وكمية كبيرة من العتاد والمعدات التي وقعت في أيدي الرومانيين.

## النتائج
مثلت معركة مارستي نصرًا مهمًا للجيش الروماني ورفعت الروح المعنوية بشكل كبير بعد الهزائم السابقة. كما أثبتت فعالية إعادة تنظيم الجيش تحت الإشراف الفرنسي، وأجبرت القوات المركزية على إعادة حساباتها في الجبهة الشرقية.

## الأهمية
تُعد معركة مارستي واحدة من الانتصارات النادرة للجيوش الشرقية ضد القوى المركزية في الحرب العالمية الأولى، وشكلت تمهيدًا مهمًا للمعارك اللاحقة مثل معركة ماراشيشت ومعركة أويتووز التي ساهمت في استقرار الجبهة الرومانية حتى نهاية الحرب العالمية الأولى .